# Hotel President Wilson
Отель «Президент Вильсон» (англ. Hotel President Wilson) — расположен в Женеве, Швейцария, на берегу Женевского озера, недалеко от штаб-квартиры ООН.

## История
Отель назван в честь 28-го президента США Вудро Вильсона, в честь его роли в создании Лиги Наций.
Отель открыл свои двери 18 мая 1962 года.
В ноябре 2016 года компьютерное оборудование отеля в Женеве было заражено шпионскими вирусами, произошла утечка конфиденциальной информации.
Номер-люкс «Royal Penthouse Suite» в отеле President Wilson считается самым дорогим гостиничным номером в мире, стоимость которого составляет 60 000 швейцарских франков за ночь. Люкс с 12 спальнями занимает весь восьмой этаж отеля, его постояльцами были многие главы государств от Билла Клинтона до Михаила Горбачёва. Гости могут любоваться замечательным видом швейцарских Альп и Женевского озера прямо из номера.
В июле 2017 года  отель President Wilson занял первое место в списке самых дорогих отелей мира по версии журнала «Business Insider».